# Doudou (Ténado)
Pour les articles homonymes, voir Doudou.
Ne doit pas être confondu avec Doudou (Ouarkoye).
Doudou est une commune rurale située dans le département de Ténado de la province de Sanguié dans la région du Centre-Ouest au Burkina Faso.

## Géographie
Doudou est traversée par la route nationale 14. Elle à peu près à mi-chemin entre Tiogo et Ténado.

## Éducation et santé
La commune accueille deux écoles primaires et un centre de santé et protection sociale (CSPS) tandis que le centre médical avec antenne chirurgicale (CMA) se trouve à Réo et le centre hospitalier régional (CHR) à Koudougou.